# Вперёд (газета, Новооскольский район)
Газета «Вперёд» — Новооскольская районная общественно-политическая газета.

### Историческая справка
Новооскольская районная газета стала выходить в августе 1921 года, а решение о её издании было принято 14 июля 1921 года Новооскольским уездным комитетом партии. Первое название газеты — «Красный вестник», тираж — 500 экземпляров, выходил два раза в неделю. Первым редактором был А. Перевертайло, ответственным секретарём — М. А. Бабошин.
Первоначальное название было признано не очень удачным и было заменено на «Красный пахарь». Газета в то время была органом Новооскольского уисполкома и уездного комитета РКП(б).
С мая 1923 года газета получила название «Известия Новооскольского уездного исполнительного комитета Советов рабочих, крестьянских и красноармейских депутатов и уездного комитета Российской коммунистической партии большевиков».
С 1930 года новооскольская районная газета стала выходить под названием «Красное знамя» как орган партии и советской власти в районе (Орган Новооскольского РК ВКП(б) и районного Совета депутатов трудящихся).
26 апреля 1962 года вышел первый номер районной газета под названием «Вперёд».[прояснить] Она была газетой Белгородского обкома КПСС и областного Совета депутатов трудящихся для районов Новооскольского территориального колхозно-совхозного управления. Территориальные колхозно-совхозные управления были по решению мартовского (1962 г.) Пленума ЦК КПСС в целях улучшения руководства сельским хозяйством, и при них были созданы межрайонные газеты (совместным постановлением Белгородского обкома КПСС и облисполкома).
Потом «Вперёд» стала органом партийного комитета Новооскольского производственного колхозно-совхозного управления и райсовета депутатов трудящихся Белгородской области, а с 19 января 1965 года газета «Вперёд» стала органом Новооскольского райкома КПСС и райсовета депутатов трудящихся Белгородской области. С 16 февраля 1965 года газета «Вперёд» становится органом Новооскольского и Чернянского райкомов КПСС и райсоветов депутатов трудящихся Белгородской области, а с 15 апреля 1965 года — снова является органом Новооскольского РК КПСС и районного Совета депутатов трудящихся.
В коллективе редакции в свое время работали Н. С. Игрунов — бывший секретарь ЦК КП Белоруссии, Л. Е. Благасов — редактор «Белгородской правды», В. А. Ильгов — корреспондент ИТАР ТАСС.

### Учредители
Учредители газеты — администрация муниципального района «Новооскольский район» Белгородской области, муниципальный совет муниципального района «Новооскольский район» Белгородской области, АНО «Редакция газеты „Вперёд“».